# Жили-пили
«Жили-пили»  (рос. Жили-пили) — радянський анімаційний фільм 1985 року Творчого об'єднання художньої мультиплікації студії Київнаукфільм, режисер — Тадеуш Павленко.

## Сюжет
Агітаційний соціальний мультфільм для дорослих присвячений боротьбі з пияцтвом.

## Над фільмом працювали
- Автори сценарію: Володимир Васьківців, Володимир Капустян, М. Котляр;
- Режисер: Тадеуш Павленко;
- Художник: Юрій Скирда;
- Композитор: Іван Карабиць;
- Оператор: Анатолій Гаврилов;
- Звукооператор: Віктор Груздєв;
- Мультиплікатори: Володимир Врублевський, Адольф Педан, І. Скорупський, Михайло Титов, Людмила Ткачикова;
- Асистенти: Ада Лапчинська, С. Васильєва, В. Петрищів, Ірина Сергєєва, О. Янковська;
- Редактор: Наталя Гузєєва;
- Директор картини: Іван Мазепа.